# Ligne Ishikawa
La ligne Ishikawa (石川線, Ishikawa-sen) est une ligne ferroviaire de la compagnie Hokuriku Railroad située dans la préfecture d'Ishikawa au Japon. Elle relie la gare de Nomachi à Kanazawa à la gare de Tsurugi à Hakusan.

## Histoire
La ligne ouvre le 22 juin 1915. 

## Caractéristiques

### Ligne
- longueur : 13,8 km
- écartement des voies : 1 067 mm
- nombre de voies : voie unique
- électrification : 600 Vcc
- vitesse maximale : 70 km/h

### Liste des gares
La ligne comporte 17 gares. 
| Numéro | Gare                | Nom japonais | Distance (km) | Correspondances                                              | Localisation |
| ------ | ------------------- | ------------ | ------------- | ------------------------------------------------------------ | ------------ |
| I01    | Nomachi             | 野町         | 0             |                                                              | Kanazawa     |
| I02    | Nishiizumi          | 西泉         | 1,0           |                                                              | Kanazawa     |
| I03    | Shin-Nishi-Kanazawa | 新西金沢     | 2,1           | IR Ishikawa Railway : IR Ishikawa Railway (à Nishi-Kanazawa) | Kanazawa     |
| I04    | Oshino              | 押野         | 3,4           |                                                              | Nonoichi     |
| I05    | Nonoichi            | 野々市       | 4,0           |                                                              | Nonoichi     |
| I06    | Nonoichi-Kōdaimae   | 野々市工大前 | 4,5           |                                                              | Nonoichi     |
| I07    | Magae               | 馬替         | 5,5           |                                                              | Kanazawa     |
| I08    | Nuka-Jūtakumae      | 額住宅前     | 6,1           |                                                              | Kanazawa     |
| I09    | Otomaru             | 乙丸         | 6,8           |                                                              | Kanazawa     |
| I10    | Shijima             | 四十万       | 8,2           |                                                              | Kanazawa     |
| I11    | Hibari              | 陽羽里       | 8,8           |                                                              | Hakusan      |
| I12    | Sodani              | 曽谷         | 9,3           |                                                              | Hakusan      |
| I13    | Dōhōji              | 道法寺       | 9,9           |                                                              | Hakusan      |
| I14    | Inokuchi            | 井口         | 10,7          |                                                              | Hakusan      |
| I15    | Oyanagi (ja)        | 小柳         | 11,4          |                                                              | Hakusan      |
| I16    | Hinomiko            | 日御子       | 12,1          |                                                              | Hakusan      |
| I17    | Tsurugi             | 鶴来         | 13,8          |                                                              | Hakusan      |